# Friesenhagen
Friesenhagen là một đô thị thuộc huyện Altenkirchen, trong bang Rheinland-Pfalz, phía tây nước Đức. Đô thị Friesenhagen có diện tích 51,36 km², dân số thời điểm ngày 31 tháng 12 năm 2006 là 1682 người.